# Цицюрский, Николай Николаевич
Николай Николаевич Цицюрский (9 сентября 1955 года, Винницкая область, Украинская ССР — 3 февраля 2024 года,) — советский и украинский военнослужащий, генерал полковник. Первый заместитель начальника Генерального штаба Вооруженных сил Украины (2005—2009), командующий 38-м армейским корпусом (1999—2003). Государственный служащий V ранга.

## Биография
Николай Цицюрский родился 9 сентября 1955 года в Винницкой области. После получения среднего образования поступил в Ленинградское Высшее Общевойсковое Командное дважды Краснознаменное училище имени С. М. Кирова, сослуживцами характеризовался как хороший друг, общительный и добрый товарищ. Выпускник 4 роты 2 батальона училища 1976 года.
Выпущенный лейтенантом после окончания Училища в течение трёх лет командовал мотострелковым взводом, затем ротой. Был успешным командиом, проявлял инициативу в освоении боевых задач своего подразделения, лично участвовал в учебном процессе подготовки подчинённых. В звании майора проходил службу на должностях начальника штаба мотострелкового батальона, заместителя командира полка, начальника штаба отдельного учебного центра подготовки младших специалистов. В 1986 году окончил общевойсковой факультет Военную академию имени М. В. Фрунзе.
До 1998 годов проходил службу на должности командира механизированной бригады и командира 72-й механизированной дивизии.
В августе 1995 года получил воинское звание генерал-майора.
В 1998 году окончил факультет подготовки специалистов оперативно-стратегического уровня Академии вооруженных сил Украины и занял должность начальника штаба 13-го армейского корпуса, где прослужил до 1999 года. Возглавлял 38-й армейский корпус, после расформирования которого перешел на должность начальника штаба Южного оперативного командования. С 2005 по 2009 год — первый заместитель начальника Генерального штаба ВС Украины.
В 2007 году получил звание генерал-полковника.
Входил в состав Межведомственной координационной комиссии Антитеррористического центра при Службе безопасности Украины и украинской части Подкомитета по безопасности украинско-российской межгосударственной комиссии. Уволен с военной службы по состоянию здоровья 3 марта 2009.
29 июля 2009 года распоряжением премьер-министра Украины Юлии Тимошенко Николай Цицюрский был назначен первым заместителем Председателя Государственного комитета Украины по делам ветеранов. 23 сентября того же года ему был присвоен V ранг государственного служащего. Уволен с должности указом Президента Украины Виктора Януковича 16 июня 2011 года.
Был награждён орденом «За службу Родине в Вооруженных Силах СССР» III степени и медалью «За боевые заслуги». Орденом Богдана Хмельницкого II степени (3 декабря 2008) — за весомый личный вклад в укрепление обороноспособности и безопасности Украины, образцовое исполнение воинского долга, высокий профессионализм и по случаю 17-й годовщины Вооруженных Сил Украины. Орденом Богдана Хмельницкого III степени (21 февраля 2005) — за личное мужество и отвагу, проявленные в защите государственных интересов, укрепление обороноспособности и безопасности Украины, высокий профессионализм.
Помнил о подготовившем его к военной службе учебном заведении, поддерживал товарищеские отношения с бывшими сослуживцами, сохранял в своей душе память о войсковом братстве, «Кировском братстве». В 2008 году приезжал на торжества по поводу 90-летия со дня образования ЛенВОКУ им. С. М. Кирова в Петергофе.
Скончался 3 февраля 2024 года после болезни. Похороны прошли 6 февраля в Белой Церкви.